# Bledington

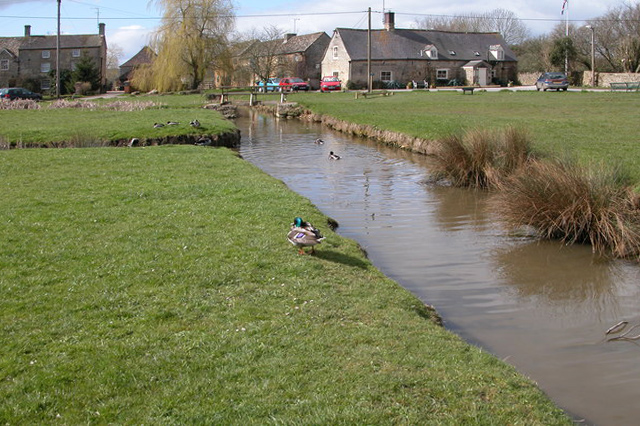
Bledington

Bledington é uma vila e paróquia civil do distrito de Cotswold, no condado de Gloucestershire, na Inglaterra, localizada quatro milhas à sudeste do Stow on the Wold e seis à sudoeste de Chipping Norton. De acorodo com o censo de 2001, possui uma população de 503 habitantes.